# Leptis Parva
Leptis o Lepcis Parva era una colonia fenicia y un puerto cartaginés y romano en la costa mediterránea de África, justo al sur de la moderna ciudad de Monastir, en Túnez. En la antigüedad, fue una de las ciudades más ricas de la región.

## Nombre
En púnico, el nombre del asentamiento se escribía LPQ (𐤋𐤐𐤒) o LPQY (𐤋𐤐𐤒𐤉), [2] significa una nueva "construcción"  o una "estación naval". Las colonias fenicias a menudo duplicaban sus nombres, como en el caso de las dos "ciudades nuevas" que se distinguen como Cartago y Cartagena. Este nombre fue helenizado como Léptis (Λέπτις). Bajo los romanos, el nombre púnico se latinizó como Lepcis o Leptis. Se conocía de diversas formas: Leptis Parva, Leptis Minor o Leptiminus, todos con el significado de "Leptis menor" para distinguirlo de la Leptis mayor en lo que hoy es Libia.

## Geografía
Leptis se encontraba en el golfo de Hammamet, el golfo clásico de Neapolis (en latín: Sinus Neapolitanus  ), entre Hadrumetum y Tapso. Estaba ubicada en el fértil distrito costero de Emporia, en la región de Bizacio, la más tarde provincia romana de Bizacena.

## Historia

### Colonia fenicia
Leptis se estableció como una colonia de Tiro, siendo en sus orígenes probablemente un hito en la ruta comercial entre Fenicia y el estrecho de Gibraltar. Aparece en el periplo de Pseudo-Escílax, escrito a mediados o finales del siglo IV a. C., como una de las ciudades del país de los legendarios lotófagos.

### Ciudad cartaginesa
Como otras colonias fenicias, Leptis vino a rendir homenaje a Cartago. Después de la primera guerra púnica, Leptis estuvo en el centro de la Guerra de los Mercenarios, una revuelta de los mercenarios cartagineses liderados por Matón, la que fue reprimida con dificultad a través de la cooperación de Amílcar Barca y Hanno el Grande en 238 a. C.
Leptis se recuperó de los daños y, en el momento de la segunda guerra púnica, era una de las ciudades más ricas de Emporia. Su tributo a Cartago equivalía a un talento ático (57,3 lb de plata bastante pura) por día. Fue en Leptis donde el ejército de Aníbal desembarcó a su regreso a África en 203 a. C. Al año siguiente, Leptis fue una de las pocas ciudades bajo control romano en el norte de África, el resto de África aún permanecía bajo el control del general cartaginés Asdrúbal.
Tras la conclusión de la guerra en 201 a. C., Emporia fue invadida por Masinisa, quien reclamó el distrito por derecho ancestral. Los cartagineses apelaron a Roma para que se resolviera el asunto, como estaban obligados a hacer por el tratado que puso fin a la guerra. El Senado romano nombró una comisión para investigar el asunto, incluido Escipión el Africano, general a quien se le atribuye la reciente derrota de Cartago. Aunque Escipión estaba en una posición única para resolver la disputa, la comisión dejó indecisa la posesión legítima de Emporia y Masinisa pudo organizar gran parte del territorio en el reino de Numidia. La propia Leptis, sin embargo, permaneció invicta.

### Ciudad romana
La región alrededor de Leptis quedó bajo el dominio romano directo después de la tercera guerra púnica en 146 a. C. En la época romana, Leptis era una ciudad libre (en latín: civitas libera) con su propio gobierno autónomo. Las monedas locales se acuñaron con leyendas griegas (es decir, ΛΕΠΤΙϹ); la existencia de posteriores monedas con inscripciones en latín pueden mostrar su elevación al estatus de colonia o puede haberse originado en Leptis Magna.
La posesión de Leptis se convirtió en un asunto importante durante la Segunda Guerra Civil de la República romana. En 49 a. C., Juba I de Numidia estaba en guerra con los leptitanos cuando la guerra se trasladó por primera vez a África. Juba había sido durante mucho tiempo un aliado de Pompeyo y se había opuesto a César . El lugarteniente de César, Cayo Escribonio Curión, consideró seguro atacar Útica, ya que Juba había dejado a su propio lugarteniente Sabura a cargo del campo circundante. Curión derrotó a una fuerza numidiana con una incursión nocturna de caballería, pero se enfrentó precipitadamente a la fuerza principal de Sabura y fue aniquilada en las Bagradas cuando Juba se acercó desde Leptis con refuerzos.
A principios de enero de 46 a. C., César llegó a Leptis y recibió una delegación de la ciudad ofreciendo su sumisión. César colocó guardias en las puertas de la ciudad para evitar que sus soldados entraran o acosaran a su gente y envió a su caballería de regreso a sus barcos para proteger el campo, aunque estos últimos fueron emboscados por una fuerza numidiana. Poco después, César trasladó su campamento a Ruspina, dejando seis cohortes en Leptis bajo el mando de Cayo Hostilio Saserna.
Durante el invierno y la primavera del 46, Leptis fue una de las bases principales de César y una fuente de provisiones. Una tropa de caballería enviada a Leptis por provisiones interceptó una fuerza de soldados numidianos y gaetulianos, a quienes tomaron prisioneros después de una breve escaramuza. Parte de la flota de César estaba anclada frente a Leptis, donde fueron tomados desprevenidos por Publio Atio Varo, uno de los almirantes de Pompeyo, que quemó los transportes de César y capturó dos quinquerremes indefensos. Al enterarse del ataque, César se dirigió a Leptis y fue en busca de Varo con sus naves restantes, recapturando uno de los quinquerremes junto con un trirreme. En Hadrumetum, quemó varios transportes de Pompeyo y capturó o puso en fuga varias galeras.
Leptis continuó floreciendo bajo el imperio antes de que Bizacena fuera cedida a los vándalos en 442 d. C. La ciudad fue retomada por el general bizantino Belisario en 533, durante la guerra vándala. Luego formó parte de la Prefectura del pretorio de África y luego parte del Exarcado de África. La ciudad fue destruida en gran parte durante la conquista musulmana del Magreb a finales del siglo VII, aunque se construyó una rábida, probablemente sobre las ruinas de una anterior fortaleza bizantina. La ciudad misma fue abandonada y nunca reubicada.

## Religión
Desde el siglo III hasta su destrucción, Leptis Parva estuvo representada por obispos en varios concilios de la Iglesia católica, incluidos los Concilios de Cartago en 256, 411, 484 y 641. La diócesis también estuvo involucrada en el gran conflicto del cristianismo africano ya que los obispos católicos y donatistas de la ciudad aparecen en las listas de participantes en estos consejos. Entre los obispos destacados se encontraba Laetus, descrito como un "hombre celoso y muy erudito", contado entre los obispos asesinados por el rey vándalo Hunérico, después del concilio de 484.